# 이순신 (1553년)
이순신(李純信, 1553년 12월 27일 ~ 1611년 9월 2일)은 조선 중기의 왕족, 무장, 유학자이다. 임진왜란 때에 활동하던 장수로 그의 상관이기도 했던 충무공 이순신(李舜臣), 등림수 이순신(李舜臣) 등과의 구별을 위해 무의공 이순신, 입부 이순신으로 불린다. 본관은 전주. 양녕대군의 다섯째 서자 장평도정(長平都正)의 4대손이자, 대한민국 초대 대통령 이승만의 9대 방조가 된다. 시호는 무의(武毅), 자는 입부(立夫)이다.
양녕대군의 후손으로 1578년(선조 11년) 무과에 급제하였으며 의주의 판관, 혜산진 첨절제사로 근무했다. 1592년 임진왜란이 일어나자 이순신(李舜臣)의 휘하에서 중위장·전부장으로 옥포·합포·적진포·당포·한산도·부산포 해전 등에서 활약하였고, 정유재란 후반에 충무공 이순신이 전사하면서 일시적으로 그의 역할을 대행(代行)하기도 했다. 또한 임진왜란 때 전사한 이억기처럼 왕실종친이기도 하다. 학봉 김성일(金誠一)의 문하생이기도 하다. 경기도 시흥 출신.(조선 한성부 건천동)

## 생애

### 임진왜란 이전

#### 출생 배경
이순신은 조선의 왕족으로 덕수 이씨인 충무공 이순신과는 동명이인이었다. 이순신은 조선 태종의 장남 양녕대군의 후손으로, 1553년(명종 8) 12월 27일 양녕대군의 다섯 번째 서자 장평도정(長平都正)의 4대손 순충보조공신(純忠補祚功臣) 증 숭정대부 의정부좌찬성 겸 판의금부사 완원군(完原君) 이진(李眞)과 안동김씨 성균관진사 김구수(金龜壽)의 딸인 정경부인 김씨의 다섯째 아들로 경기도 시흥군 서면 일직리에서 태어났다.
장군은 어려서부터 총명하고 문학에 힘썼으며 지혜가 뛰어났다. 장성하면서 인격이 준엄하며 단정하고 지조가 굳었다. 어려서는 이황의 제자인 김성일(金誠一)의 문하에서 수학했다.

#### 관료 생활
1577년(선조 10) 9월 알성별시(謁聖別試) 무과 을과에 급제하였으며, 활쏘기 대회에서 장원한 상으로 북방 방위에 차출되는 것을 면제받았다. 1580년(선조 13)에 탄핵을 받고 선전관에서 파직되었으나 그 해 겨울 다시 복관하여 선전관이 되었다. 1582년(선조 15)에 비국랑(備局郞)을 겸임하고 이듬해 4월에 강진현감에 부임하여 선정을 베풀었다. 그러나 강진의 지역 호족(豪族)들과 마찰을 빚어 1585년(선조 18)에 파직당하였다.
그 뒤 특별 별명(別命)을 받아 선전관에 복직되어 어전을 호위하다 옛 스승인 김성일(金誠一)의 천거로 1586년(선조 19) 함경도 온성부 판관이 되었다.
1588년(선조 21)에 아버지상을 탈상하고 의주판관(義州判官)으로 발탁되어 명나라 사신 수행업무를 맡게 되었다. 이때 사절단의 행차시 뇌물을 요구하는 것을 노자만 주고 모르는 체하자 명나라 사절단이 귀국길에 문책하려 함에 군무를 잠시 떠났다가 탄핵당하여 파직됐다. 1589년(선조 22)에 함경도 혜산진첨사(惠山鎭僉使)에 임명되어 여진족의 침략을 막으러 나갔으나 부임 도중 발병하여 적군이 관하(管下)의 운총벽(雲寵壁)을 네 차례나 침입함을 막지 못하여 함경도 조방장 한극성(韓克誠)의 문책을 받았으나 선조가 특별히 은전을 베풀어 감율(減律)을 명했다. 그러나 전 상사와의 불화로 부하관과 함께 삼수(三水)로 가게 되자 선조는 그를 파직하여 귀양보냈다.
2년 후에 일본통신사 일행이 왜구의 변을 고하자 재등용되었으며, 1591년(선조 24) 방답진첨사(防踏鎭僉使)로 부임되어 무신끼리의 사보연통(私報緣通)으로 전라좌수사 이순신의 전선(戰船) 제작에도 참여하여 자문하였고, 관내의 성지(城池), 기계(機械), 축성과 제작에 전력함으로써 망루(望樓), 주로(舟櫓), 군기영기(軍旗令旗)들이 일제히 정비되었다.

### 임진왜란 후

#### 전란 초기 활동
충무공 이순신의 수하로 임진왜란의 수군 장수로 복무하였으며 공로로 선무공신(3등)이 되었다. 임진왜란 직전인 임진년 정월에 방답진 첨사로 이순신 장군의 휘하에서 수군을 지휘하게 되었으며 이후 임진왜란 동안 이순신 장군의 선봉장 역할을 수행했다. 1592년(선조 25) 4월 왜적이 침입해 오자 전라좌수사 이순신으로부터 관하 전선 24척을 총동원하라는 명령을 받고 5월 20일부터 수군 중위장, 수군 전부장으로 수군 병력을 이끌고 옥포(玉浦) 해전에서 적선 50여 척, 합포(合浦) 해전에서 적선 5척, 고성(固城) 해전에서 적선 13척, 노량(露梁) 해전에서 적선 1척, 사천(泗川) 해전에서 적선 12척을 격파하여 이순신의 신임을 받았다.
6월에는 당포(唐浦)까지 나가 적선 20여 척을 불사르고, 경남 거제도(巨濟島)의 적 근거지로부터 적선 10여 척이 지원오는 것을 격추하였으며 당항포(唐項浦)로부터 엄호하는 적선 26척과 포구에 있는 적선 5척을 격파하였다. 또한 사살한 적이 수백명에 이르고 비단군복에 대검을 짚고 있던 적장도 1명 생포하였으며, 노획품 가운데는 적의 부장들의 결사혈진시킨 지련(祗聯)이 6권이나 되었다. 7월에는 가덕도, 거제도에 적선을 추격하다 견내량(見乃梁)의 적선 73척을 발견하고 하루 종일 한산(閑山) 앞바다로 유인하는 일을 전담하여 끝내 적을 몰살시켰다. 연이은 승전으로 가덕도에 주둔하던 왜군은 한산도 패전에 겁을 먹고 사기가 떨어졌으므로 공이 먼저 나가 육박하여 적선을 격침하였다. 8월, 적들이 위축되어 부산 앞바다에 잠복하고 있는 것을 공이 선봉장이 되어 화존포(和尊浦)에서 적선 5척을 유인하여 격파하고, 서대포(西大浦)에서 8척을, 서평포(西平浦)에서 9척을 격파하고 절영도(絶影島)에서도 적선 2척을 섬멸하였다. 9월에 들면서 부산 앞바다의 왜적 근거지를 섬멸하기 위한 초계(哨戒)와 탐보(探報)를 수없이 수행한 끝에 적선 5백여 척이 세 곳으로 분진(分陣)하고 있는 것을 포위전멸시키는 등 싸움을 승리로 이끌었다. 적의 사기를 기습공격으로 좌절시켰으나 계속되는 기습공격으로 공의 부하들은 적의 수급을 모을 기회를 놓침으로써 공의 공적이 조정에 제대로 알려지지 않아 충무공 이순신 장군은 고심하였다고 <난중일기(亂中日記)>에 적고 있다.

#### 임진왜란
1593년(선조 26) 적군이 화의를 내세워 접전이 뜸한 동안에 충무공 이순신은 보고서에 “이순신(李純信)은 호남 영남 개전 이래 10회에 걸쳐 1회는 중군(中軍)을, 9회는 선봉을 맡아서 오직 적의 기세를 꺾는 데 전념하느라고 적의 수급을 모아 공적을 자랑할 겨를이 없기에 특별히 앞세워 상계(上啓)했건만 논공(論功)이 홀로 순신(純信)에게 미치지 못하와 유전지공(有戰之功) 무전지상(無戰之賞)이라는 군심(軍心)의 원망이 있습니다.”고 보고하였다.
이순신의 보고를 받은 선조로부터 절충장군(折衝將軍)에 제수, 특진되었으며, 1594년(선조 27) 충청도수사(忠淸道水使)에 보직되었다. 충청수사 재직 중 형률을 엄히 적용했는데, 왕명을 받고 파견된 왕명특사(王命特使)는 군율을 엄격하게 한다며 형벌과중(刑罰過重)으로 보고하고, 보령(保寧) 토호 김태국(金泰國)이 사노(私奴) 한손(漢孫)을 시켜서 낸 고변도 조정에 보고되어 구금 조사받게 되었다. 1595년(선조 28)에 다시 풀려나 고령진첨사(高嶺鎭僉使)로 강등되어 임명되었다.
1596년(선조 29)에 발병하여 첨사직에서 사임하였다가 충청수사로 복귀했다.

#### 정유재란 때
1598년 왜적의 재침이 전해지자 비변사에 의하여 그는 유부수군장(留部水軍將)으로 임명되었다.
전라도 고령도(高嶺島)에 군사를 머물게 하고 전비를 가다듬어 흥양(興陽)에서 적선 30여 척을 괴멸시켜 일승을 올리자 선조대왕은 특별히 가선대부에 승차시켰다.
이후 이순신의 막하에서 중위장으로 노량해전에 참전, 적의 우두머리 행장(行長)이 전남 순천(順天)에 성을 쌓고 지킴으로 명나라 장군 유정(劉綎)과 진린(陳璘)이 해구(海口)를 수비하다 행장(行長)이 드디어 거제 · 해남 · 고성의 패잔병을 하여 야습을 감행해 왔다. 충무공 이순신 이하 전군은 총공격을 준비하고 예비복병인 공은 적의 귀로를 추격하여 남해 노량의 여울목에서 예비복병인 공은 어영담(魚泳潭)·변흥립(邊興立)의 군사와 함께 쳐들어오는 적과 대접전을 하였다. 이 과정에서 충무공 이순신이 전사하게 된다.

### 전란 종결 이후
임진왜란이 끝나자 명나라 제독 진린에 의해 충무공 이순신의 뒤를 이을 통제사로 천거 받았다. 1599년(선조 32) 1월에 수사직을 물러나서 포도대장 겸 도총사 총관에 임명되었으며 1600년(선조 33)에 충청수사 · 수원부사 · 경상부사를 역임하였다. 1601년 황해도병마절도사가 되었으나 재물을 탐한 죄로 다시 파직되었고, 1602년(선조 34년) 창원부사로 부임했다가 도임한지 얼마 뒤인 그해 3월 체임되었다. 1604년 첨지부사가 되었고, 선무공신(宣武功臣) 3등에 녹훈되었다.
1604년부터 전라방어사·수원부사·함경도병사(咸鏡道兵使) 등을 역임했다. 1607년 완천군(完川君)에 봉직되었으며 이후에는 전라병마절도사를 역임하였다. 이후, 포도대장, 훈련대장 겸 오위도총부 도총관 등을 지냈다. 1609년 (광해군 1)익사원종공신 2등에 책록되었다.
1611년(광해군 3년) 9월 2일에 59세로 별세하여 현재 경기도 시흥군 서면 일직리(현 광명시 일직동)에 장사되었다. 인조 때 증 의정부좌찬성에 추증(追贈)되었다.1679년(숙종 6년)에 무의(武毅)라는 시호를 제수 받았다.
《무의공 이순신 묘》는 경기도 광명시 일직동에 있다. 1987년 9월 10일 광명시의 향토문화유산 제4호로 지정되었다.

## 기타 이력
《조선왕조실록》에는 충무공 이순신의 승전보고에 권준, 정운과 함께 가장 먼저 이름이 올라가 있는 장수 중 하나로 공을 세웠다고 기록하고 있다. 그러나  비난을 받아 여러 번 탄핵 된 사실도 기록되어 있다.
주로 '방답첨사 이순신'으로 불러서 충무공 이순신과 구분하며, 활을 매우 잘 다루었다.

## 가족 관계
- 부 : 완원군(完原君) 이진(李眞, ? ~ 1588)
- 모 : 안동 김씨(安東 金氏) - 성균관진사 김구수(金龜壽)의 딸
  - 부인 : 파평 윤씨(坡平 尹氏) - 우후 윤천수(尹天壽)의 딸
    - 장남 : 완흥군(完興君) 이탁(李王+乇, 1578 ~ 1608)
    - 며느리 : 광산 이씨 - 이호문(李好問)의 딸
    - 차남 : 완산군(完山君) 이숙(李琡, 1579 ∼ 1651)
    - 며느리 : 성주 배씨 - 배흥립(裵興立)의 딸 
      - 손자 : 이광보(李光輔, 1600 ~ 1670)
      - 손녀 : 의령 남씨 호군(護軍) 남두명(南斗明)의 처
      - 손녀 : 문화 류씨 현감(縣監) 류린(柳璘)의 처
      - 손녀 : 이정관(李廷觀)의 처

    - 며느리(측실) : 이름 미상 
      - 서손자 : 이광우(李光佑, 1603 ~ 1679)

  - 측실 : 이름 미상 
    - 서녀 : 판서(判書) 남이공(南以恭)의 장첩(長妾)

## 기타

### 잠수함 이순신함
대한민국 해군의 장보고급 잠수함의 제7번함인 이순신함 (SS-68) 은 무의공 이순신의 이름을 딴 것이며, 1999년에 취역하였다. 참고로 충무공 이순신 함은 충무공 이순신 제독의 이름을 딴 것이다.

### 여러 차례의 탄핵
1, 임란이후(1598. 11 ~1610. 9) 무의공 이순신이 사망시까지 11년 10개월(모친상 기간 2년 제외하고 실제 9년 10개월)동안 무의공 보직이 18번 바뀐다.
2, 무의공 이순신이 조선 왕실의 후예이지만 평소 남인계열 학봉 김성일의 추천으로 가까웠다. 왜란이 끝나면서 노량해전에서 충무공이 전사하는 날인 1598년 11월 19일 영의정 류성룡이 파면에 이어 12월 6일 삭탈관직 등 남인이 몰락하고 임진왜란이 7년 전쟁이 끝나면서 조선의 조정은 서인(북인)천하가 되었다. 전쟁을 함께 치룬 생사의 동지이자 멘토 충무공의 전사로 후원 세력이 몰락했다.
3, 현직에 근무하면서
1) 의주판관 재임시(1588년) 명나라에 가는 사신(연행사)의 무리한 요구를 거절하여 결국은 파직, 귀양가게 되었다.
2) 충청수사 부임시(1594년)전쟁 중 현지 목사의 무절제한 행동과 처신에 대하여 죄를 줄것을 주청하였는데 오히려 상대방에서 농간을 부려 무고한 사례가 있었다.
3) 수원부사 겸 방어사 재임시(1606년)경기 관찰사가 집을 지으며 무리하게 사사로운 요구에 대하여 거절하여 미움을 사서 무함과 파직을 당하였다
4, 무의공 이순신이 여러차례 탄핵 이유는
무의공이 자기 관리가 미흡하여 조정 관리의 미움을 샀기 때문으로 판단된다.
1) 선조임금의 지속적인 관심과 왕실 후손의 자존감으로 노련한 조정 관리와 원만한 타협을 하지 않은 점
2) 임진왜란 전쟁터에서 생사를 가르는 극한 상황을 겪은 장수로서 전쟁 후 현직에서 정쟁에 익숙하지 못한 무인의 태도가 적응의 어려움이 있었을 것으로 판단됨
● 그 당시 탄핵은 남인과 서인이 서로 반대 진영의 관리(사람)를 끌어 내리고 자기 진영의 사람을 천거하기 위한 수단으로 임금의 재가를 받기 위하여 보고하는 절차로 탄핵을 하는 일이 자주 있었다.
● 1610년 9월 마지막 임지인 전라병마절도사 병영에서 사망하여 부음이 알려지자 조정에서 예장으로 장례를 치루고, 운구를 전라, 충청 경기 삼도에서 번갈아 상여를 호송해서 예장으로 현재 광명시 일직동에 장사를 지냈다는 기록이 있다.
● 무의공 이순신 장군은 무인으로써 죽는 날까지 현직에 있었다는 것 자체가 영예를 지켰다는 증명이다
[출처] 무의공 이순신이 여러 차례 탄핵을 당하는 기록에 대하여

### 왕실의 후손
무의공 이순신은 왕실의 후손으로 아버지 완원군(完原君) 이진(李眞)은 양녕대군의 다섯째 서자 장평부정(長平副正)의 4대손이었다. 또한 후일 대한민국의 초대 대통령을 지낸 이승만은 그의 9대 방손이 된다.

## 관련 작품
- 《불멸의 이순신》 (KBS1, 2004년~2005년, 배우:전현)

## 같이 보기
| - 선무공신 - 호성공신 - 임진왜란 - 정유재란 - 이순신 - 원균 - 이억기 - 권율 - 이순신 (동음이의) - 이영남 - 김성일 - 이황 - 이이 - 성혼 | - 동인 - 김요원 - 이발 - 이산해 - 곽재우 - 정발 - 송상현 - 이복남 - 최경회 - 서산군 - 윤근수 - 윤두수 - 홍순언 - 황윤길 | - 광해군 - 이경정 - 류성룡 - 권종 - 정인홍 - 정문부 - 장평도정 - 이구지 - 이승만 - 이순신 묘 |

## 참고 문헌
- 선조실록
- 광해군일기
- 난중잡록
- 난중일기
- 징비록